# Kaplica św. Jana w Żurrieq
Kaplica Świętego Jana Ewangelisty (malt. Kappella ta’ San Ġwann l-Evanġelista, ang. Chapel of St John the Evangelist) – jest to mała rzymskokatolicka kaplica na niezamieszkanym dziś terenie zwanym Ħal Millieri, leżącym w granicach Żurrieq na Malcie.

## Historia
Kaplica pod wezwaniem św. Jana Ewangelisty stoi na terenie, który stanowił centrum wioski Hal Millieri, istniejącej kiedyś pomiędzy dzisiejszymi Żurrieq i Mqabba. Niewiele wiadomo o pierwotnej kaplicy, poza tym, że istniała już w 1481, wspomożona finansowo przez niejakiego Andreę Zammita. W 1575 wizytator apostolski Pietro Dusina w swoim raporcie napisał, że kaplica miała kamienne ławy, podłogę z ubitej ziemi, lecz była bez drzwi. W związku z jej złym stanem, zalecił dekonsekrację. Wiadomo jednak, że przetrwała ona do co najmniej 1634, kiedy władze kościelne ponownie zaleciły jej zamknięcie, tym razem powodem był brak jakiegokolwiek wyposażenia kaplicy. Zamiast tego, w 1640 kaplica została przebudowana i przetrwała w tym stanie do czasów współczesnych. Jedyną zmianą było zlikwidowanie w 1931 niskiego murka przed kościołem oraz zainstalowanie nowego ołtarza. W 1961 kościółek znów został odnowiony, a następnie poświęcony przez biskupa Gaetano Pace Forno. Od 2004 kaplica jest pod opieką organizacji Din l-Art Ħelwa, która w tymże roku rozpoczęła jej odnawianie.

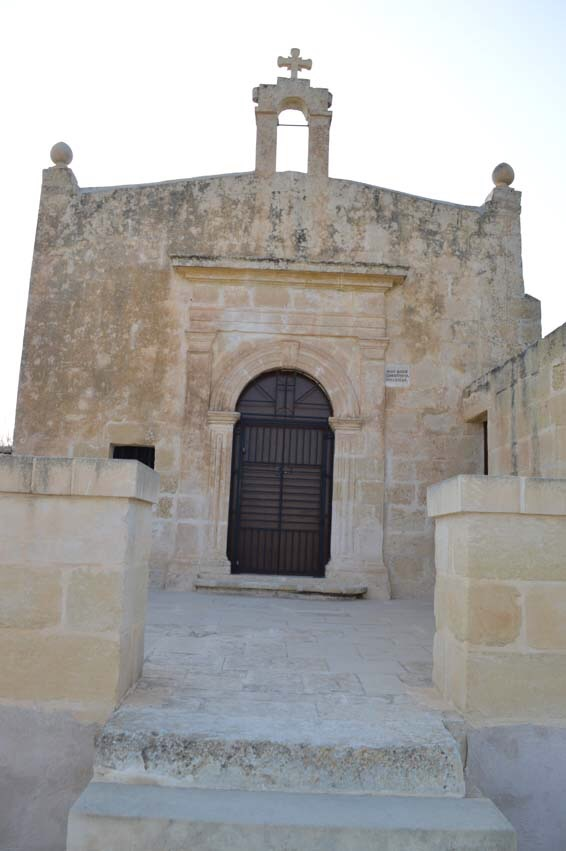
Fasada kaplicy

## Architektura
Do kaplicy dochodzi się wąskimi schodami, prowadzącymi na okolone niskim murkiem atrium. Fasada kaplicy jest surowa, z małym prostym prostokątnym oknem po lewej stronie drzwi, natomiast po prawej stronie znajduje się tablica z napisem „Non Gode l’Immunita Ecclesiae”. Samo wejście jest przykładem wspaniałej architektury renesansowej. Według przekazów, portal pochodzi ze starego kościoła parafialnego w Żurrieq, rozebranego w latach trzydziestych XVII w. Budynek pokrywa lekko dwuspadowy dach z centralnie umieszczonym łukiem, w którym kiedyś zawieszony był dzwonek, z krzyżem na szczycie.

## Wnętrze
Kaplica ma kształt kwadratu o boku 15 stóp (ok. 4,6 m). Sufit wspiera się na dwóch łukach, wyprowadzonych od połowy ścian. We wnętrzu znajduje się jeden ołtarz, umieszczony we wnęce. Obraz w ołtarzu przedstawia św. Jana Ewangelistę piszącego Księgę Apokalipsy. Jest to kopia oryginalnego obrazu, który przechowywany jest w kościele parafialnym w Żurrieq.

## Sąsiedztwo
Przed laty do ściany po prawej stronie kaplicy św. Jana przylegała druga kaplica, poświęcona św. Michałowi. Oba budynki miały wspólny zuntier (plac z przodu); dziś pozostał jedynie ten przed świętym Janem.
Na placu przed kaplicą stoi kolumna, z umieszczonym na jej szczycie krzyżem. Według niektórych znaczy ona granicę pomiędzy parafiami Żurrieq oraz Mqabba.

## Ochrona dziedzictwa kulturowego
Budynek kaplicy umieszczony jest na liście National Inventory of the Cultural Property of the Maltese Islands pod nr. 01308.